# Leptodactylodon bueanus
Leptodactylodon bueanus es una especie de anfibios de la familia Arthroleptidae.
Es endémica de Camerún Camerún.
Su hábitat natural incluye bosques tropicales o subtropicales secos y a baja altitud, ríos y zonas previamente boscosas muy degradadas.
Está amenazada de extinción por la pérdida de su hábitat natural.